# دوما تی‌وی
مارکیز دوما (Doma)، یک کانال تلویزیونی اسلواکی است که عمدتاً تله‌نولا پخش می‌کند. این کانال در ۳۱ اوت ۲۰۰۹ به عنوان اولین کانال خواهر TV Markíza با تمرکز بر مخاطبان زن، راه‌اندازی شد. در سال ۲۰۱۲، تمرکز دوما بر «جذابیت برای کل خانواده» تغییر یافت.